# Saison cycliste 2004
Cette page rassemble les principales courses cyclistes du calendrier international de la saison 2004.

## Janvier
| Jour(s)  | Course                    | Catégorie | Vainqueur                         |
| 20 au 25 | Tour Down Under Australie | 2.3       | Patrick Jonker (UniSA) Australie  |
| 31       | GP de Doha Qatar          | 1.3       | Simone Cadamuro (De Nardi) Italie |

## Février
| Jour(s)  | Course                                        | Catégorie | Vainqueur                                         |
| 1re      | Trofeo Mallorca Espagne                       | 1.3       | Allan Davis (Liberty Seguros) Australie           |
| 2        | Trofeo Cala Millor Espagne                    | 1.3       | Óscar Freire (Rabobank) Pays-Bas                  |
| 3        | Trofeo Manacor Espagne                        | 1.3       | Alejandro Valverde (Comunidad Valenciana) Espagne |
| 3        | Grand Prix d'ouverture La Marseillaise France | 1.3       | Baden Cooke (FDJeux.com) Australie                |
| 4        | Trofeo Alcudia Espagne                        | 1.3       | Allan Davis (Liberty Seguros) Australie           |
| 5        | Trofeo Calvia Espagne                         | 1.3       | Unai Etxebarria (Euskaltel-Euskadi) Venezuela     |
| 2 au 6   | Tour du Qatar Qatar                           | 2.3       | Robert Hunter (Rabobank) Afrique du Sud           |
| 8        | Grand Prix de la côte étrusque France         | 1.3       | Yuriy Metlushenko (Landbouwkrediet) Ukraine       |
| 4 au 8   | Étoile de Bessèges France                     | 2.3       | Laurent Brochard (AG2R Prévoyance) France         |
| 8 au 10  | GP CTT Correios de Portugal Portugal          | 2.3       | Cândido Barbosa (LA-Pecol) Portugal               |
| 6 au 15  | Tour de Langkawi Malaisie                     | 2.2       | Freddy González (Colombia Selle-Italia) Colombie  |
| 11 au 15 | Tour méditerranéen France                     | 2.3       | Jörg Jaksche (CSC) Allemagne                      |
| 13 au 15 | Tour de Ligurie Italie                        | 2.3       | Filippo Pozzato (Fassa Bortolo) Italie            |
| 17       | Trofeo Laigueglia Italie                      | 1.2       | Filippo Pozzato (Fassa Bortolo) Italie            |
| 15 au 19 | Tour d'Andalousie Espagne                     | 2.3       | Juan Carlos Domínguez (Saunier Duval) Espagne     |
| 21       | Tour du Haut-Var France                       | 1.2       | Marc Lotz (Rabobank) Pays-Bas                     |
| 22       | Classic Haribo France                         | 1.3       | Thor Hushovd (Crédit agricole) Norvège            |
| 22       | Trofeo Luis Puig Espagne                      | 1.2       | Óscar Freire (Rabobank) Espagne                   |
| 18 au 22 | Tour de l'Algarve Portugal                    | 2.3       | Floyd Landis (US Postal) États-Unis               |
| 24 au 27 | Tour de la province de Lucques Italie         | 2.3       | Alessandro Bertolini (Alessio-Bianchi) Italie     |
| 24 au 27 | Tour de la Communauté valencienne Espagne     | 2.3       | Alejandro Valverde (Comunidad Valenciana) Espagne |
| 28       | GP Chiasso Suisse                             | 1.3       | Franco Pellizotti (Alessio-Bianchi) Italie        |
| 28       | Omloop Het Volk Belgique                      | 1.1       | Annulé                                            |
| 29       | Clásica de Almería Espagne                    | 1.3       | Jérôme Pineau (Brioches la Boulangère) France     |
| 29       | Kuurne-Bruxelles-Kuurne Belgique              | 1.2       | Steven de Jongh (Rabobank) Pays-Bas               |
| 29       | Grand Prix de Lugano Suisse                   | 1.3       | David Moncoutié (Cofidis) France                  |

## Mars
| Jour(s)  | Course                                          | Catégorie | Vainqueur                                         |
| 3        | Le Samyn Belgique                               | 1.3       | Robbie McEwen (Davitamon-Lotto) Australie         |
| 6        | Tour de la province de Reggio de Calabre Italie | 1.3       | Andris Naudužs (Domina Vacanze) Lettonie          |
| 3 au 7   | Tour de Murcie Espagne                          | 2.3       | Alejandro Valverde (Comunidad Valenciana) Espagne |
| 5 au 7   | Trois Jours de Flandre-Occidentale Belgique     | 2.3       | Robert Bartko (Rabobank) Allemagne                |
| 7        | Trofeo Pantalica Italie                         | 2.3       | Annulé                                            |
| 8        | Trofeo dell'Etna Italie                         | 1.3       | Leonardo Bertagnolli (Saeco) Italie               |
| 7 au 14  | Paris-Nice France                               | 2.HC      | Jörg Jaksche (CSC) Allemagne                      |
| 12 au 14 | GP Erik Breukink Pays-Bas                       | 2.3       | Annulé                                            |
| 10 au 16 | Tirreno-Adriatico Italie                        | 2.HC      | Paolo Bettini (Quick Step-Davitamon) Italie       |
| 17       | Nokere Koerse Belgique                          | 1.3       | Max van Heeswijk (US Postal) Pays-Bas             |
| 20       | Milan-San Remo Italie                           | CDM       | Óscar Freire (Rabobank) Espagne                   |
| 21       | Cholet-Pays de Loire France                     | 1.2       | Bert De Waele (Landbouwkrediet) Belgique          |
| 21       | Grand Prix Rudy Dhaenens Belgique               | 1.3       | Geert Omloop (MrBookmaker.com) Belgique           |
| 21       | Tour du Stausee Suisse                          | 1.3       | Andris Naudužs (Domina Vacanze) Lettonie          |
| 24       | À travers les Flandres Belgique                 | 1.2       | Ludovic Capelle (Landbouwkrediet) Belgique        |
| 22 au 26 | Semaine catalane Espagne                        | 2.1       | Joaquim Rodríguez (Saunier Duval) Espagne         |
| 27       | Grand Prix E3 Belgique                          | 1.1       | Tom Boonen (Quick Step-Davitamon) Belgique        |
| 24 au 28 | Semaine internationale Coppi et Bartali Italie  | 2.3       | Giuliano Figueras (Panaria) Italie                |
| 27 au 28 | Critérium international France                  | 2.1       | Jens Voigt (CSC) Allemagne                        |
| 28       | Flèche brabançonne Belgique                     | 1.2       | Luca Paolini (Quick Step-Davitamon) Belgique      |

## Avril
| Jour(s)      | Course                             | Catégorie | Vainqueur                                         |
| 30/03 au 1re | Trois Jours de La Panne Belgique   | 2.2       | George Hincapie (US Postal) États-Unis            |
| 2            | Route Adélie France                | 1.3       | Anthony Geslin (Brioches la Boulangère) France    |
| 3            | Grand Prix Miguel Indurain Espagne | 1.2       | Matthias Kessler (T-Mobile) Allemagne             |
| 4            | Ronde Van Vlaanderen Belgique      | CDM       | Steffen Wesemann (T-Mobile) Allemagne             |
| 8            | Grand Prix Pino Cerami Belgique    | 1.3       | Nico Sijmens (Landbouwkrediet) Belgique           |
| 7            | Gent-Wevelgem Belgique             | 1.HC      | Tom Boonen (Quick Step-Davitamon) Belgique        |
| 5 au 9       | Vuelta al Pais Vasco Espagne       | 2.HC      | Denis Menchov (Illes Balears) Russie              |
| 6 au 9       | Circuit de la Sarthe France        | 2.3       | Thomas Lövkvist (FDJeux.com) Suède                |
| 10           | Tour de Drenthe Pays-Bas           | 1.3       | Erik Dekker (Rabobank) Pays-Bas                   |
| 11           | Paris-Roubaix France               | CDM       | Magnus Bäckstedt (Alessio-Bianchi) Suède          |
| 11           | Klasika Primavera Espagne          | 1.3       | Alejandro Valverde (Comunidad Valenciana) Espagne |
| 12           | Tour de Cologne Allemagne          | 1.2       | Erik Zabel (T-Mobile) Allemagne                   |
| 13           | Paris-Camembert France             | 1.2       | Franck Bouyer (Brioches la Boulangère) France     |
| 14           | Grand Prix de l'Escaut Belgique    | 1.1       | Tom Boonen (Quick Step-Davitamon) Belgique        |
| 15           | Grand Prix de Denain France        | 1.3       | Thor Hushovd (Crédit agricole) Norvège            |
| 16           | Veenendaal-Veenendaal Pays-Bas     | 1.2       | Simone Cadamuro (De Nardi) Italie                 |
| 17           | Groningen-Münster Allemagne        | 1.3       | Robert Förster (Gerolsteiner) Allemagne           |
| 17           | Omloop van de Vlaamse Belgique     | 1.3       | Stefan van Dijk (Lotto-Domo) Pays-Bas             |
| 13 au 18     | Volta do Rio de Janeiro Brésil     | 2.3       | Márcio May (Memorial-Santos) Brésil               |
| 14 au 18     | Tour d'Aragon Espagne              | 2.2       | Stefano Garzelli (Vini Caldirola) Italie          |
| 18           | Amstel Gold Race Pays-Bas          | CDM       | Davide Rebellin (Gerolsteiner) Italie             |
| 18           | Tour de Vendée France              | 1.3       | Thor Hushovd (Crédit agricole) Norvège            |
| 21           | Flèche wallonne Belgique           | 1.HC      | Davide Rebellin (Gerolsteiner) Italie             |
| 20 au 23     | Tour du Trentin Italie             | 2.2       | Damiano Cunego (Saeco) Italie                     |
| 20 au 25     | Tour de Géorgie États-Unis         | 2.3       | Lance Armstrong (US Postal) États-Unis            |
| 21 au 25     | Tour de Basse-Saxe Allemagne       | 2.3       | Bert Roesems (Relax-Bodysol) Belgique             |
| 22 au 25     | GP Cortez-Mitsubishi Portugal      | 2.3       | Ángel Edo (Milaneza) Espagne                      |
| 23 au 25     | Tour de La Rioja Espagne           | 2.3       | Vladimir Karpets (Illes Balears) Russie           |
| 25           | Liège-Bastogne-Liège Belgique      | CDM       | Davide Rebellin (Gerolsteiner) Italie             |
| 25           | Tour des Apennins Italie           | 1.2       | Damiano Cunego (Saeco) Italie                     |
| 25           | Tro Bro Leon France                | 1.3       | Samuel Dumoulin (AG2R Prévoyance) France          |
| 25           | Ronde van Noord-Holland Pays-Bas   | 1.3       | Stefan van Dijk (Lotto-Domo) Pays-Bas             |

## Mai
| Jour(s)    | Course                                 | Catégorie | Vainqueur                                        |
| 1          | GP SATS Danemark                       | 1.3       | Frank Høj (CSC) Danemark                         |
| 1          | GP Industria & Artigianato Italie      | 1.3       | Damiano Cunego (Saeco) Italie                    |
| 1          | Grand Prix de Francfort Allemagne      | 1.1       | Karsten Kroon (Rabobank) Pays-Bas                |
| 27/04 au 2 | Tour de Romandie Suisse                | 2.HC      | Tyler Hamilton (Phonak) États-Unis               |
| 28/04 au 2 | Tour de Castille-et-León Espagne       | 2.3       | Koldo Gil (Liberty Seguros) Espagne              |
| 2          | CSC Classic Allemagne                  | 1.2       | Kurt Asle Arvesen (CSC) Norvège                  |
| 2          | Trophée des grimpeurs France           | 1.3       | Christophe Moreau (Crédit agricole) France       |
| 2          | Tour de Toscane Italie                 | 1.3       | Matteo Tosatto (Fassa Bortolo) Italie            |
| 2          | GP Krka Slovénie                       | 1.3       | Uroš Murn (Phonak) Slovénie                      |
| 5 au 9     | Quatre Jours de Dunkerque France       | 2.1       | Sylvain Chavanel (Brioches la Boulangère) France |
| 8 au 9     | Clásica de Alcobendas Espagne          | 2.3       | Iban Mayo (Euskaltel-Euskadi) Espagne            |
| 11         | Subida al Naranco Espagne              | 1.3       | Iban Mayo (Euskaltel-Euskadi) Espagne            |
| 8 au 16    | Course de la Paix République tchèque   | 2.2       | Michele Scarponi (Domina Vacanze) Italie         |
| 12 au 16   | Tour des Asturies Espagne              | 2.2       | Iban Mayo (Euskaltel-Euskadi) Espagne            |
| 14 au 16   | Tour de Picardie France                | 2.2       | Tom Boonen (Quick Step-Davitamon) Belgique       |
| 16         | Rund um den Flughafen Köln Allemagne   | 1.3       | Pascal Hungerbühler (Volksbank) Suisse           |
| 19 au 23   | Tour du Languedoc-Roussillon France    | 2.1       | Christophe Moreau (Crédit agricole) France       |
| 19 au 23   | Tour de Bavière Allemagne              | 2.3       | Jens Voigt (CSC) Allemagne                       |
| 19 au 23   | Tour de Belgique Belgique              | 2.3       | Sylvain Chavanel (Brioches la Boulangère) France |
| 28         | Tallinn GP Estonie                     | 1.3       | Mark Scanlon (AG2R Prévoyance) Irlande           |
| 29         | Rund um die Hainleite Allemagne        | 1.3       | Peter Wrolich (Gerolsteiner) Autriche            |
| 29         | À travers le Morbihan France           | 1.3       | Thomas Voeckler (Brioches la Boulangère) France  |
| 29         | Tartu Tänavasõit Estonie               | 1.3       | Mark Scanlon (AG2R Prévoyance) Irlande           |
| 8 au 30    | Tour d'Italie Italie                   | GT        | Damiano Cunego (Saeco) Italie                    |
| 26 au 30   | Tour de l'Alentejo Portugal            | 2.3       | Daniel Andonov (Carvalhelhos) Bulgarie           |
| 27 au 30   | Tour de Luxembourg Luxembourg          | 2.2       | Maxime Monfort (Landbouwkrediet) Belgique        |
| 30         | GP Llodio Espagne                      | 1.3       | Unai Etxebarria (Euskaltel-Euskadi) Venezuela    |
| 31         | Grand Prix de Villers-Cotterêts France | 1.3       | Stuart O'Grady (Cofidis) Australie               |

## Juin
| Jour(s)    | Course                                      | Catégorie | Vainqueur                                         |
| 31/05 au 6 | Tour d'Allemagne Allemagne                  | 2.2       | Patrik Sinkewitz (Quick Step-Davitamon) Allemagne |
| 1          | Wachovia Invitational États-Unis            | 1.3       | Max van Heeswijk (US Postal) Pays-Bas             |
| 2 au 6     | Bicyclette basque Espagne                   | 2.1       | Roberto Heras (Liberty Seguros) Espagne           |
| 3          | Wachovia Classic États-Unis                 | 1.3       | Fred Rodriguez (Acqua & Sapone) États-Unis        |
| 5          | GP Hochrhein Suisse                         | 1.3       | Annulé                                            |
| 5          | Classique des Alpes France                  | 1.1       | Óscar Pereiro (Phonak) Espagne                    |
| 6          | Wachovia USPRO États-Unis                   | 1.3       | Francisco Ventoso (Saunier Duval) Espagne         |
| 10         | Karlsruher Messe G.P. Allemagne             | 1.3       | Annulé                                            |
| 6 au 13    | Critérium du Dauphiné libéré France         | 2.HC      | Iban Mayo (Euskaltel-Euskadi) Espagne             |
| 7 au 13    | Tour d'Autriche Autriche                    | 2.2       | Cadel Evans (T-Mobile) Australie                  |
| 13         | Championnats d'Allemagne CLM Allemagne      | CN        | Michael Rich (Gerolsteiner) Allemagne             |
| 12 au 20   | Tour de Suisse Suisse                       | 2.HC      | Jan Ullrich (T-Mobile) Allemagne                  |
| 14 au 20   | Tour de Catalogne Espagne                   | 2.HC      | Miguel Martin Perdiguero (Saunier Duval) Espagne  |
| 15 au 20   | GP de Beauce Canada                         | 2.3       | Tomasz Brożyna (Action-ATI) Pologne               |
| 16 au 20   | Ster Elektrotoer Pays-Bas                   | 2.3       | Nick Nuyens (Quick Step-Davitamon) Belgique       |
| 19 au 22   | Route du Sud France                         | 2.3       | Bradley McGee (Française des jeux) Australie      |
| 22         | Championnats d'Italie CLM Italie            | CN        | Dario Cioni (Fassa Bortolo) Italie                |
| 23         | Noord-Nederland Tour Pays-Bas               | 1.3       | Erik Dekker (Rabobank) Pays-Bas                   |
| 24         | Championnat de France CLM France            | CN        | Eddy Seigneur (RAGT Semences) France              |
| 25         | Championnats d'Espagne CLM Espagne          | CN        | José Ivan Gutierrez (Illes Balears) Espagne       |
| 26         | Championnats des Pays-Bas CLM Pays-Bas      | CN        | Thomas Dekker (Rabobank) Pays-Bas                 |
| 27         | Championnat de France en ligne France       | CN        | Thomas Voeckler (Brioches la Boulangère) France   |
| 27         | Championnats d'Italie en ligne Italie       | CN        | Cristian Moreni (Alessio-Bianchi) Italie          |
| 27         | Championnats des Pays-Bas en ligne Pays-Bas | CN        | Erik Dekker (Rabobank) Pays-Bas                   |
| 27         | Championnats d'Espagne en ligne Espagne     | CN        | Francisco Mancebo (Illes Balears) Espagne         |
| 27         | Championnats d'Allemagne en ligne Allemagne | CN        | Andreas Klöden (T-Mobile) Allemagne               |

## Juillet
| Jour(s)    | Course                                      | Catégorie | Vainqueur                                            |
| 30/06 au 4 | Course de la Solidarité olympique Pologne   | 2.3       | Bogdan Bondariew (Action ATI) Ukraine                |
| 3          | Criterium d'Abruzzo Italie                  | 1.3       | Enrico Degano (Barloworld) Italie                    |
| 4          | Tour du Doubs France                        | 1.3       | Matthieu Sprick (Brioches la Boulangère) France      |
| 4          | Trofeo Matteotti Italie                     | 1.2       | Danilo Di Luca (Saeco) Italie                        |
| 7 au 10    | Uniqa Classic Autriche                      | 2.3       | Kjell Carlström (Amore e Vita) Finlande              |
| 7 au 11    | Trophée Joaquim Agostinho Portugal          | 2.3       | David Bernabéu (Milaneza) Espagne                    |
| 17         | GP Città di Rio Saliceto e Correggio Italie | 1.3       | Przemysław Niemiec (Miche) Pologne                   |
| 3 au 25    | Tour de France France                       | GT        | Lance Armstrong (US Postal) États-Unis               |
| 17 au 25   | Tour du lac Qinghai Chine                   | 2.3       | Ryan Cox (Barloworld) Afrique du Sud                 |
| 21 au 25   | Tour de Saxe Allemagne                      | 2.3       | Andreï Kaschechkin (Crédit agricole) Kazakhstan      |
| 23 au 25   | Brixia Tour Italie                          | 2.3       | Danilo Di Luca (Saeco) Italie                        |
| 25         | Classique d'Ordizia Espagne                 | 1.2       | David Herrero Llorente (Costa de Almería) Espagne    |
| 26 au 30   | Tour de la Région wallonne Belgique         | 2.3       | Gerben Löwik (Chocolade Jacques) Pays-Bas            |
| 31         | LuK Challenge Allemagne                     | 1.2       | Bobby Julich & Jens Voigt (CSC) États-Unis Allemagne |
| 31         | Circuit de Getxo Espagne                    | 1.3       | Gert Vanderaerden (MrBookmaker.com) Belgique         |

## Août
| Jour(s)    | Course                                      | Catégorie | Vainqueur                                           |
| 29/07 au 7 | Tour du Portugal Portugal                   | 2.2       | David Bernabéu (Milaneza) Espagne                   |
| 1          | HEW Cyclassics Allemagne                    | CDM       | Stuart O'Grady (Cofidis) Australie                  |
| 1          | Polynormande France                         | 1.3       | Sylvain Chavanel (Brioches la Boulangère) France    |
| 2 au 5     | Tour de Burgos Espagne                      | 2.1       | Alejandro Valverde (Communidad Valenciana) Espagne  |
| 4          | Grand Prix de la ville de Camaiore Italie   | 1.2       | Paolo Bettini (Quick Step-Davitamon) Italie         |
| 4 au 8     | Regio-Tour Allemagne                        | 2.3       | Alexandre Vinokourov (T-Mobile) Kazakhstan          |
| 4 au 8     | Tour du Danemark Allemagne                  | 2.2       | Kurt Asle Arvesen (CSC) Norvège                     |
| 7          | Classique de Saint-Sébastien Espagne        | CDM       | Miguel Martin Perdiguero (Saunier Duval) Espagne    |
| 8          | Subida a Urkiola Espagne                    | 1.3       | Leonardo Piepoli (Saunier Duval) Italie             |
| 8          | Sparkassen Giro Bochum Allemagne            | 1.3       | David Kopp (Lamonta) Allemagne                      |
| 10         | Grand Prix Fred Mengoni Italie              | 1.3       | Damiano Cunego (Saeco) Italie                       |
| 11         | Trofeo Citta' di Castelfidardo Italie       | 1.3       | Emanuele Sella (Panaria) Italie                     |
| 10 au 13   | Tour de l'Ain France                        | 2.3       | Jérôme Pineau (Brioches la Boulangère) France       |
| 14         | Jeux olympiques course en ligne Grèce       | JO        | Paolo Bettini Italie                                |
| 14         | Mémorial Henryka Lasaka Pologne             | 1.3       | Robert Radosz (Grupa PSB) Pologne                   |
| 17         | Grand Prix de la ville de Zottegem Belgique | 1.3       | David Kopp (Lamonta) Allemagne                      |
| 17         | Trois vallées varésines Italie              | 1.1       | Fabian Wegmann (Gerolsteiner) Allemagne             |
| 17 au 20   | Tour du Limousin France                     | 2.3       | Pierrick Fédrigo (Crédit agricole) France           |
| 18         | Jeux olympiques CLM Grèce                   | JO        | Tyler Hamilton États-Unis                           |
| 18         | Coppa Agostoni Italie                       | 1.1       | Leonardo Bertagnolli (Saeco) Italie                 |
| 18         | Coppa Bernocchi Italie                      | 1.3       | Angelo Furlan (Alessio-Bianchi) Italie              |
| 21         | Tour de Rijke Pays-Bas                      | 1.3       | Jans Koerts (Chocolade Jacques) Pays-Bas            |
| 21         | Tour de Vénétie Italie                      | 1.1       | Gilberto Simoni (Saeco) Italie                      |
| 22         | Grand Prix de Zurich Suisse                 | CDM       | Juan Antonio Flecha (Fassa Bortolo) Espagne         |
| 22         | Clasica a los Puertos Espagne               | 1.3       | Jorge Ferrío (Costa de Almería) Espagne             |
| 22         | Dwars door Gendringen Pays-Bas              | 1.3       | Stefan van Dijk (Lotto-Domo) Pays-Bas               |
| 22         | GP Schwarzwald Allemagne                    | 1.3       | Marcus Fothen (Gerolsteiner) Allemagne              |
| 22         | Classique de l'Indre France                 | 1.3       | Aliaksandr Kuschynski (Amore e Vita) Russie         |
| 22         | USPRO Criterium Championship États-Unis     | 1.3       | Frank Pipp (Endeavour) États-Unis                   |
| 24         | Druivenkoers Overijse Belgique              | 1.3       | Stefan Schumacher (Lamonta) Allemagne               |
| 25         | GP Nobili Rubinetterie Italie               | 1.1       | Damiano Cunego (Saeco) Italie                       |
| 24 au 27   | Tour du Poitou-Charentes France             | 2.3       | Stéphane Barthe (Oktos) France                      |
| 24 au 28   | Tour des Pays-Bas Pays-Bas                  | 2.1       | Erik Dekker (Rabobank) Pays-Bas                     |
| 28         | Tour du Frioul Italie                       | 1.3       | Michele Gobbi (De Nardi) Italie                     |
| 25 au 29   | Tour de Slovaquie Slovaquie                 | 2.3       | Piotr Chmielewski (Action ATI) Pologne              |
| 29         | Grand Prix de Plouay France                 | 1.HC      | Didier Rous (Brioches la Boulangère) France         |
| 29         | Grand Prix du canton d'Argovie Suisse       | 1.1       | Matteo Tosatto (Fassa Bortolo) Italie               |
| 29         | Grand Prix Eddy Merckx Belgique             | 1.2       | Thomas Dekker & Koen de Kort (Rabobank) Pays-Bas    |
| 30         | Boucles de l'Aulne France                   | 1.3       | Frédéric Finot (RAGT Semences) France               |
| 31         | Schaal Sels Belgique                        | 1.3       | Geoffrey Demeyere (Vlaanderen - T-Interim) Belgique |

## Septembre
| Jour(s)  | Course                                                   | Catégorie | Vainqueur                                          |
| 1 au 5   | Tour de Hesse Allemagne                                  | 2.3       | Sebastian Lang (Gerolsteiner) Allemagne            |
| 1 au 5   | Tour de Grande-Bretagne Royaume-Uni                      | 2.3       | Mauricio Ardila (Chocolade Jacques) Colombie       |
| 2        | Trofeo Melinda Italie                                    | 1.2       | Davide Rebellin (Gerolsteiner) Colombie            |
| 4        | Delta Profronde Pays-Bas                                 | 1.2       | Niko Eeckhout (Lotto-Domo) Belgique                |
| 4        | Coppa Placci Italie                                      | 1.1       | Leonardo Bertagnolli (Saeco) Italie                |
| 5        | Grand Prix Jef Scherens Belgique                         | 1.3       | Allan Johansen (Bankgiroloterij) Danemark          |
| 5        | Tour de Romagne Italie                                   | 1.2       | Gianluca Bortolami (Lampre) Italie                 |
| 6        | Vail Circuit Race États-Unis                             | 1.3       | Annulé                                             |
| 8        | Mémorial Rik Van Steenbergen Belgique                    | 1.2       | Tom Boonen (Quick Step-Davitamon) Belgique         |
| 9 au 10  | Bohemia Tour République tchèque                          | 2.3       | Tomáš Bucháček (Favorit) République tchèque        |
| 11       | Paris-Bruxelles Belgique                                 | 1.1       | Nick Nuyens (Quick Step-Davitamon) Belgique        |
| 11       | Giro delle Colline del Chianti Italie                    | 1.3       | Krzyszof Szczawinski (ICET) Pologne                |
| 6 au 12  | Tour de Pologne Pologne                                  | 2.2       | Ondřej Sosenka (Acqua & Sapone) République tchèque |
| 12       | Grand Prix de Fourmies France                            | 1.1       | Andreï Kashechkin (Crédit agricole) Kazakhstan     |
| 12       | Rund um die Nürnberger Allemagne                         | 1.3       | Sebastian Siedler (Wiesenhof) Allemagne            |
| 12       | T-Mobile International États-Unis                        | 1.3       | Charles Dionne (Webcor) Canada                     |
| 15       | Grand Prix de Wallonie Belgique                          | 1.1       | Nick Nuyens (Quick Step-Davitamon) Belgique        |
| 17       | Championnat des Flandres Belgique                        | 1.3       | Jimmy Casper (Cofidis) France                      |
| 18       | Tour du Latium Italie                                    | 1.HC      | Juan Antonio Flecha (Fassa Bortolo) Espagne        |
| 15 au 19 | Tour de Rhénanie-Palatinat Allemagne                     | 2.3       | Björn Glasner (Team Lamonta) Allemagne             |
| 19       | Grand Prix de l'industrie et du commerce de Prato Italie | 1.2       | Nick Nuyens (Quick Step-Davitamon) Belgique        |
| 19       | Grand Prix d'Isbergues France                            | 1.2       | Ludovic Capelle (Landbouwkrediet) Belgique         |
| 19       | Grand Prix des Nations France                            | 1.1       | Michael Rich (Gerolsteiner) Allemagne              |
| 23       | Coppa Sabatini Italie                                    | 1.2       | Jan Ullrich (T-Mobile) Allemagne                   |
| 25       | Tour d'Émilie Italie                                     | 1.1       | Ivan Basso (CSC) Italie                            |
| 4 au 26  | Tour d'Espagne Espagne                                   | GT        | Roberto Heras (Liberty Seguros) Espagne            |
| 23 au 26 | Circuit franco-belge Belgique                            | 2.3       | Jimmy Casper (Cofidis) France                      |
| 24 au 26 | Paris-Corrèze France                                     | 2.3       | Philippe Gilbert (FDJeux.com) Belgique             |
| 26       | Grand Prix Bruno Beghelli Italie                         | 1.2       | Danilo Hondo (Gerolsteiner) Allemagne              |
| 29       | Championnats du monde CLM Italie                         | CM        | Michael Rogers Australie                           |

## Octobre
| Jour(s)  | Course                                    | Catégorie | Vainqueur                                         |
| 3        | Championnats du Monde en ligne Italie     | CM        | Óscar Freire Espagne                              |
| 3        | Memorial Galera Ciudad de Armilla Espagne | 1.3       | Luis Pasamontes (Relax-Bodysol) Espagne           |
| 7        | Paris-Bourges France                      | 1.2       | Jérôme Pineau (Brioches la Boulangère) France     |
| 10       | Paris-Tours France                        | CDM       | Erik Dekker (Rabobank) Pays-Bas                   |
| 12       | Prix national de clôture Belgique         | 1.3       | Max van Heeswijk (US Postal) Pays-Bas             |
| 13       | Milan-Turin Italie                        | 1.1       | Marcos Serrano (Liberty Seguros) Espagne          |
| 14       | Tour du Piémont Italie                    | 1.1       | Allan Davis (Liberty Seguros) Australie           |
| 16       | Tour de Lombardie Italie                  | CDM       | Damiano Cunego (Saeco) Italie                     |
| 17       | Chrono des Herbiers France                | 1.3       | Bert Roesems (Relax-Bodysol) Belgique             |
| 23       | Florence-Pistoia Italie                   | 1.3       | Sergiy Matveyev (Panaria) Ukraine                 |
| 14 au 24 | Herald Sun Tour Australie                 | 2.3       | Jonas Ljungblad (Europcar) Suède                  |
| 24       | Japan Cup Japon                           | 1.3       | Patrik Sinkewitz (Quick Step-Davitamon) Allemagne |

## Classements de fin de saison
| \| 1 \| Paolo Bettini \| Italie \| Quick Step-Davitamon \| 340 pts \| \| 2 \| Davide Rebellin \| Italie \| Gerolsteiner \| 327 \| \| 3 \| Óscar Freire \| Espagne \| Rabobank \| 252 \| \| 4 \| Erik Dekker \| Pays-Bas \| Rabobank \| 251 \| \| 5 \| Juan Antonio Flecha \| Espagne \| Fassa Bortolo \| 140 \| \| 6 \| Steffen Wesemann \| Allemagne \| T-Mobile \| 131 \| \| 7 \| Peter Van Petegem \| Belgique \| Lotto-Domo \| 105 \| \| 8 \| Igor Astarloa \| Espagne \| Lampre \| 96 \| \| 9 \| Mirko Celestino \| Italie \| Saeco \| 72 \| \| 10 \| Léon van Bon \| Pays-Bas \| Lotto-Domo \| 68 \| |                     |           |                      |         |
| 1 | Paolo Bettini       | Italie    | Quick Step-Davitamon | 340 pts |
| 2 | Davide Rebellin     | Italie    | Gerolsteiner         | 327     |
| 3 | Óscar Freire        | Espagne   | Rabobank             | 252     |
| 4 | Erik Dekker         | Pays-Bas  | Rabobank             | 251     |
| 5 | Juan Antonio Flecha | Espagne   | Fassa Bortolo        | 140     |
| 6 | Steffen Wesemann    | Allemagne | T-Mobile             | 131     |
| 7 | Peter Van Petegem   | Belgique  | Lotto-Domo           | 105     |
| 8 | Igor Astarloa       | Espagne   | Lampre               | 96      |
| 9 | Mirko Celestino     | Italie    | Saeco                | 72      |
| 10 | Léon van Bon        | Pays-Bas  | Lotto-Domo           | 68      |

| \| 1 \| Damiano Cunego \| Italie \| Saeco \| 2245 pts \| \| 2 \| Paolo Bettini \| Italie \| Quick Step-Davitamon \| 2239 \| \| 3 \| Erik Zabel \| Allemagne \| T-Mobile \| 2011 \| \| 4 \| Óscar Freire \| Espagne \| Rabobank \| 1993 \| \| 5 \| Alejandro Valverde \| Espagne \| Comunidad Valenciana \| 1892 \| \| 6 \| Davide Rebellin \| Italie \| Gerolsteiner \| 1883 \| \| 7 \| Lance Armstrong \| États-Unis \| US Postal \| 1726 \| \| 8 \| Stuart O'Grady \| Australie \| Cofidis \| 1701 \| \| 9 \| Alessandro Petacchi \| Italie \| Fassa Bortolo \| 1464 \| \| 10 \| Tom Boonen \| Belgique \| Quick Step-Davitamon \| 1449 \| |                     |            |                      |          |
| 1 | Damiano Cunego      | Italie     | Saeco                | 2245 pts |
| 2 | Paolo Bettini       | Italie     | Quick Step-Davitamon | 2239     |
| 3 | Erik Zabel          | Allemagne  | T-Mobile             | 2011     |
| 4 | Óscar Freire        | Espagne    | Rabobank             | 1993     |
| 5 | Alejandro Valverde  | Espagne    | Comunidad Valenciana | 1892     |
| 6 | Davide Rebellin     | Italie     | Gerolsteiner         | 1883     |
| 7 | Lance Armstrong     | États-Unis | US Postal            | 1726     |
| 8 | Stuart O'Grady      | Australie  | Cofidis              | 1701     |
| 9 | Alessandro Petacchi | Italie     | Fassa Bortolo        | 1464     |
| 10 | Tom Boonen          | Belgique   | Quick Step-Davitamon | 1449     |

## Statistiques
Total de victoires sur la saison :
- Alessandro Petacchi (  Italie, Fassa Bortolo)  21
- Tom Boonen (  Belgique, Quick Step-Davitamon)  19
- Alejandro Valverde (  Espagne, Comunidad Valenciana)  15
- Damiano Cunego (  Italie, Saeco)  13
- Max van Heeswijk (  Pays-Bas, US Postal)  12
- Lance Armstrong (  États-Unis, US Postal)  11
- Thor Hushovd (  Norvège, Crédit agricole)  10